# 1-4-1
Тип 1-4-1 — паровоз с четырьмя движущими осями в одной жёсткой раме, одной бегунковой и одной поддерживающей осями. Является дальнейшим развитием типов 1-3-1 и 1-4-0.
Методы записи для разных классификаций:
- Международная (UIC): 1D1
- Американская: 2-8-2
- Испанская и французская: 141
- Российская: 1-4-1
- Швейцарская: 4/6

## Примеры паровозов
Американский паровоз класса S200 (в годы Второй мировой войны эксплуатировался на железных дорогах Египта, Ливана, Палестины и Турции), российские пассажирские танк-паровозы серии Ън, финские грузовые танк-паровозы, Германские грузовые паровозы серии BR 41.